# Zsolt Durkó
Dans le nom hongrois Durkó Zsolt, le nom de famille précède le prénom, mais cet article utilise l’ordre habituel en français Zsolt Durkó, où le prénom précède le nom.
Zsolt Durkó (Szeged, 10 avril 1934 – Budapest, 2 avril 1997) est un compositeur hongrois.

## Biographie
Durkó commence la composition à l'école de musique de Szeged, à l'Académie Bartók de Budapest avec Rezső Sugár, puis de 1955 à 1960 étudie à l'Académie de musique de Budapest avec Ferenc Farkas. Après son diplôme, en 1962 et 1963, il étudie avec Goffredo Petrassi à l’Accademie di Santa Cecilia à Rome. 
En 1963, il reçoit le grand prix de l'Académie avec Épisodes sur le thème de BACH et dès lors vit en tant que compositeur à Budapest. Il est ensuite professeur d'écriture à l'école des hautes études musicales de Budapest (1971–1977) et producteur à la radio dès 1982. En 1992, il est reçu membre de l'Académie hongroise des arts et de l'Académie Széchenyi.
Durkó compose un opéra, des pièces pour orchestre, de la musique de chambre, des pièces d'orgue, des cantates et un oratorio. Ses œuvres ont remporté une grande renommée en Hongrie et à l'international. Il a entre autres reçu le prix Erkel (1968 et 1975), le Prix Kossuth (1978), le prix Béla-Bartók-Ditta-Pásztory (1985 et 1997) et le prix László-Lajtha (1997). Lors de la Tribune internationale des compositeurs de l'UNESCO en 1975 à Paris, il est distingué par la composition de l'année avec « Prière des funérailles », oratorios pour ténor, baryton chœur et orchestre (1967–1972).

## Œuvres
- Épisodes sur le thème de B-A-C-H, pour orchestre (1962–1963)
- Organismi pour violon et orchestre (1964)
- Psicogramma, pour piano (1964)
- Fioriture, pour orchestre (1966–1967)
- Quatuor à cordes (1966)
- Une Rhapsodie hongroise pour deux clarinettes et orchestre (1964–1965)
- Illustrations pour violon et orchestre de chambre
- Ikonographien I pour orchestre
- Cantilene pour piano et orchestre (1968)
- Altamira, cantate pour chœur de chambre et bande (1967–1968)
- Quatuor à cordes (1969)
- Kamarazene [Musique de chambre] pour deux pianos et onze instruments (1973)
- Mikrostruktúrák, pour piano (1973)
- Quatuor à cordes (1976)
- Turner ilustrations pour violon et 14 instruments (1976)
- Sérénade pour quatre harpes
- Colloides pour ensemble de chambre
- Feuermusik pour ensemble de chambre
- Ikonographien II pour deux violons basse et clavecin
- Halotti beszéd [Prière Funèbre], oratorio pour ténor, baryton, chœur et orchestre (1967–1972)
- Moïse, opéra (1972–1977, création Budapest 15 mai 1977)
- Refrains piur violon et orchestre de chambre (1979)
- Suite no 1, pour violoncelle seul (1979)
- Son et lumière, pour piano (1980)
- Concerto pour piano (1980 ; créé par Dezső Ránki en 1981)
- Sinfonietta, pour ensemble de cuivres (1983)
- Quartina, pour piano (1983)
- Tézi zene [Musique d'hiver] pour cor et orchestre de chambre (1984)
- Clair–obscur, pour trompette et orgue (1984)
- Ilmarinen pour chœur (1986 ; créé à Zagreb le 20 février 1989)
- Divertimento, pour guitare (1989)
- A gömb története [Histoire des sphères], 60 pièces pour piano (1991)
- Concerto pour violon (1992–1993)

## Discographie
- Altamira° ; The History of the Spheres°° ; Iconographie no 2* ; Burial Prayer** - Zsolt Durkó°°, piano ; Attila Fulop**, ténor ; Ferenc Tarjani*, cor ; Orchestre symphonique de Budapest, dir. György Lehel° (1972 ° et * / 1975** / 1995°°, Hungaroton HCD 31654) (OCLC 37617704)
- Ludus stellaris ; Concerto pour piano ; Revelation - Jenő Jandó, piano ; József Mukk, ténor ; Laszlo Szvetek, baryton ; Orchestre national hongrois, dir. Lionel Friend ; János Petró (1999, Hugaroton HCD 31818)
- Sinfonietta - Philip Jones Brass Ensemble (4-6 juin 1986, Chandos CHAN 8490) (OCLC 222030927)
- Contemporary Piano Music : Son et Lumière - Klára Körmendi, piano (1984, Hugaroton HCD 12569) et autres œuvres de Karlheinz Stockhausen, Attila Bozay, John Cage et Iannis Xenakis (OCLC 22015267).